# Landschaftsschutzgebiet Dobbertiner Seenlandschaft und mittleres Mildenitztal – Landkreis Parchim (jetzt Ludwigslust-Parchim)
Das Landschaftsschutzgebiet Dobbertiner Seenlandschaft und mittleres Mildenitztal – Landkreis Parchim (jetzt Ludwigslust-Parchim) befindet sich im Landkreis Ludwigslust-Parchim in Mecklenburg-Vorpommern.

## Geografische Lage
Das 8.400 ha Fläche umfassende Gebiet, das mit „Verordnung über das Landschaftsschutzgebiet Dobbertiner Seenlandschaft und mittleres Mildenitztal Landkreis-Parchim“ vom 13. August 1999 ausgewiesen wurde, erstreckt sich entlang der Mildenitz nördlich von Goldberg über den Dobbertiner See, die Dobbiner und Klädener Plage hinaus bis zum Lenzener See auf dem Gebiet der Gemeinde Mustin, wo die Kreisgrenze zum Landkreis Rostock beziehungsweise zum Altkreis Güstrow die nördliche Grenze darstellt. Hier grenzt es an das Landschaftsschutzgebiet Dobbertiner Seenlandschaft und mittleres Mildenitztal – Landkreis Güstrow (jetzt Lkrs. Rostock). Im Südosten grenzt es bei Dobbertin und Goldberg an das Landschaftsschutzgebiet Nossentiner/Schwinzer Heide – Landkreis Parchim (jetzt Lkrs. Ludwigslust-Parchim).
Laut Verordnung vom 13. August 1999 verlaufen die Grenzen des Landschaftsschutzgebietes wie folgt: „...von Goldberg entlang der Bundesstraße 192 nach Dobbertin, von dort entlang der Straße nach Spendin weiter bis zur Kreisgebietsgrenze zum Landkreis Güstrow, von Ruchow über Mustin nach Borkow, von dort entlang der Bundesstraße 192 bis Dabel, von Dabel entlang der Straße nach Kukuk, dann weiter nach Klein Pritz, von dort nach Dinnies, dann entlang der Eisenbahnlinie bis nach Goldberg.“

## Landschaftsentwicklung
Das Land Mecklenburg ist geologisch gesehen sehr jung. Die Landschaft verdankt ihre Entstehung der Weichselkaltzeit mit ihren Zwischenstufen und wird geprägt durch das Pommersche Stadium. Ein letztes Mal schoben sich vor 20 000 Jahren von Norden Gletscher heran. Wo sie zum Stehen kamen und abschmolzen, liegen am Nordrand des Naturparks Nossentiner/Schwinzer Heide Hügelketten, die Endmoränenzüge. Unzählige Schmelzwasserströme lagerten südlich der Gletscher riesige Massen Sand und Kies ab; die Sander. Der Großteil des Naturparks liegt auf diesen. Wo das Gletscherwasser Rinnen und Löcher ausspülte, finden wir heute häufig Seen und Moore. Auch vom Sand verschüttete Toteisreste hinterließen nach dem Abtauen Hohlformen, in denen sich das Wasser sammelte. Vor etwa 5 000 Jahren begannen die Menschen, Wald zu roden und Äcker anzulegen. Seitdem wurde die Landschaft von Menschen gestaltet und beeinflusst. Um diese Landschaft zu schützen, zu pflegen und weiterzuentwickeln, wurde das Landschaftsschutzgebiet geschaffen.

## Schutzzweck

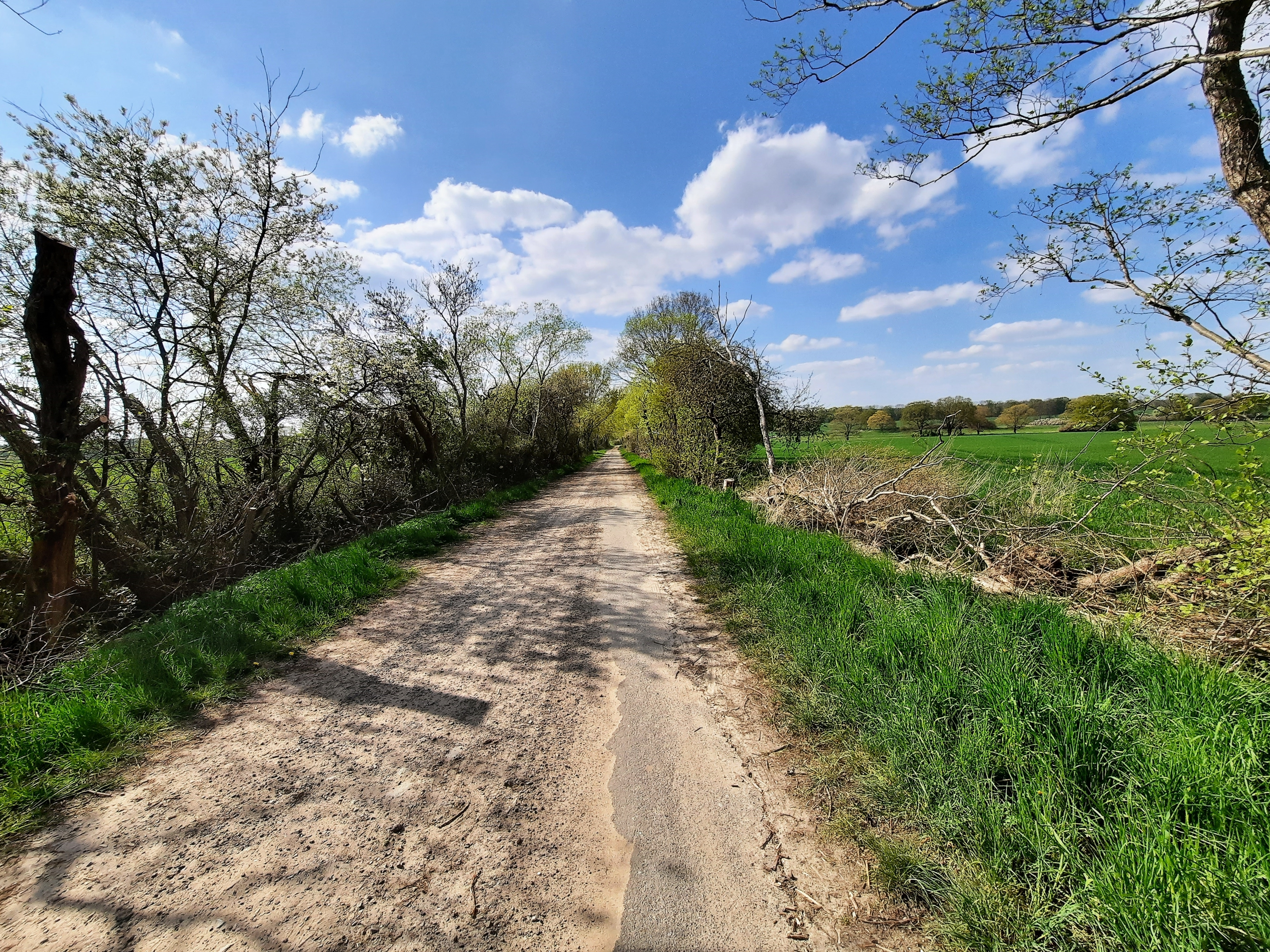
Feldweg mit Allee bei Goldberg.

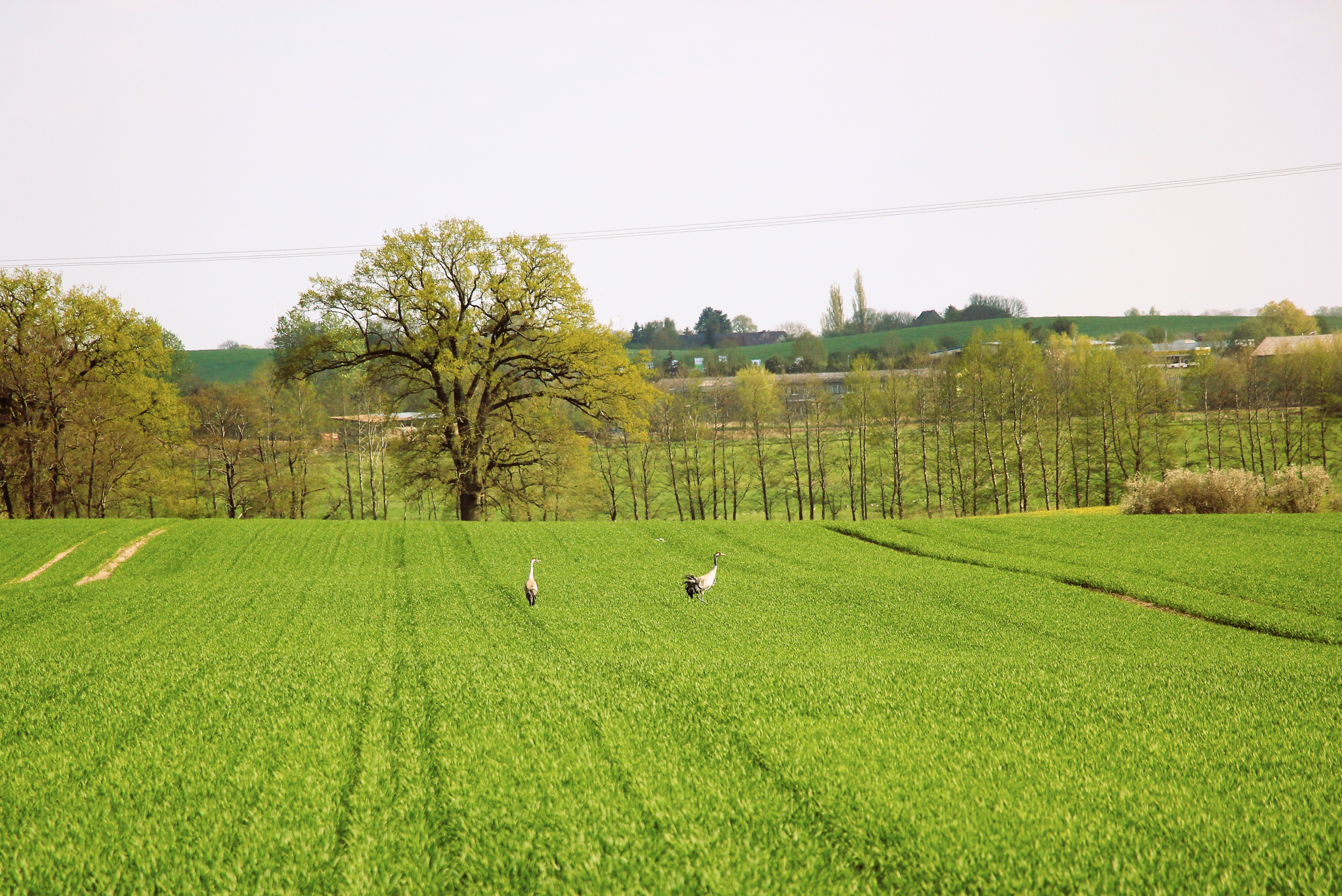
Ein Kranich-Paar auf einem Feld bei Steinbeck.

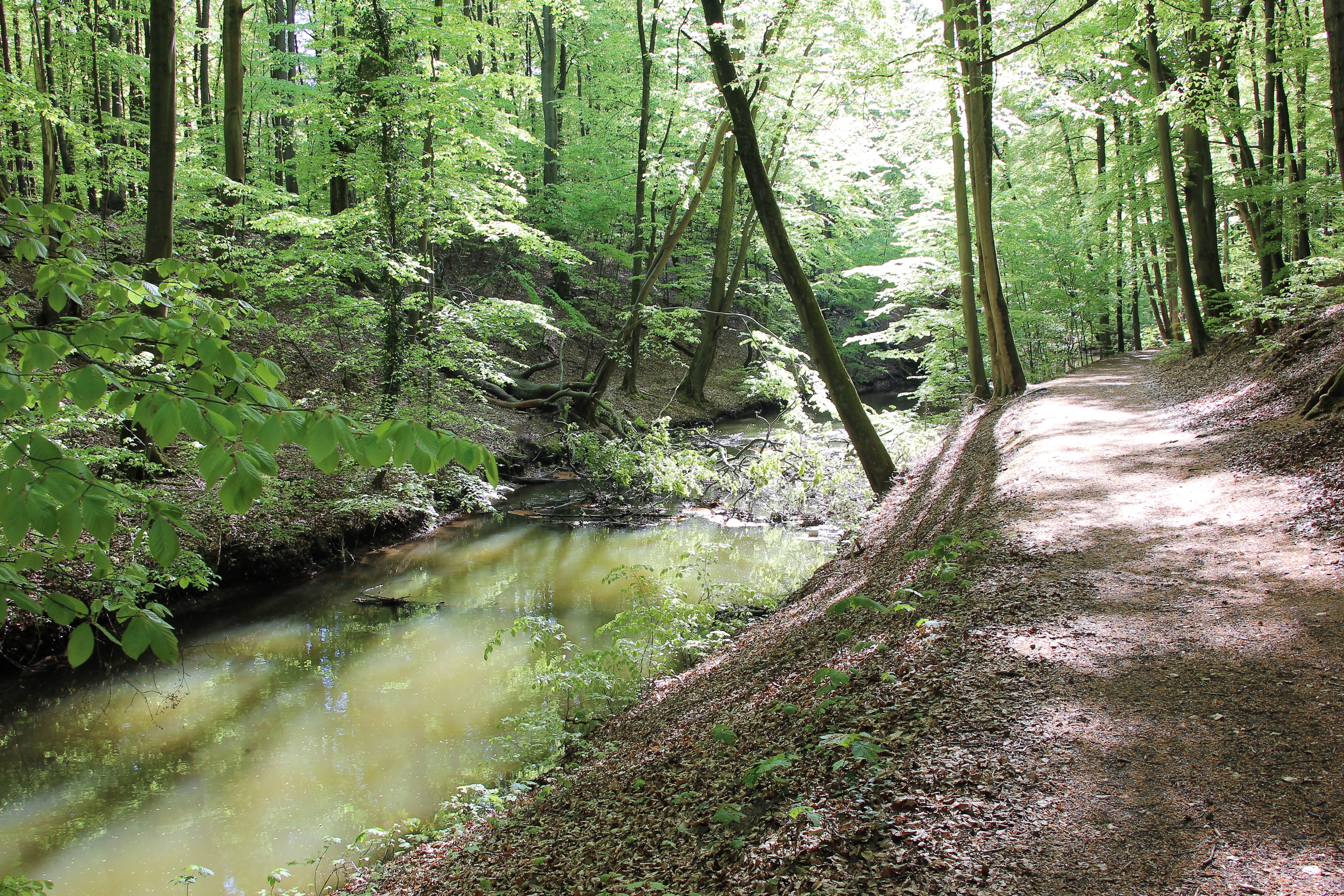
Das Mildenitztal bei Kläden.

Der Schutzzweck dieses Naturschutzgebietes wird in der „Verordnung über das Landschaftsschutzgebiet Dobbertiner Seenlandschaft und mittleres Mildenitztal Landkreis-Parchim“ vom 13. August 1999 in sieben Punkten angegeben:
1. „Das Landschaftsschutzgebiet dient dem Schutz von Landschaftsteilen der Mittelmecklenburgischen Seenplatte und der Waldgebiete des mittleren Mildenitztales. Wesentlich sind dabei die Erhaltung und Wiederherstellung der Funktions- und Leistungsfähigkeit des Naturhaushaltes und der Nutzungsfähigkeit der Naturgüter, die Vielfalt, Eigenart und Schönheit des Landschaftsbildes sowie die besondere Bedeutung des Gebietes für die Erholung.“[1]
2. „Das Landschaftsschutzgebiet wird insbesondere festgesetzt

  1. zur Sicherung der Landschaft der Mittelmecklenburgischen Seenplatte und der Waldgebiete der mittleren Mildenitz, die durch ihre besonderen Eigenarten und die hervorragende Schönheit ihrer naturnahen Landschaftsstrukturen geprägt ist und eine hohe wissenschaftliche, naturgeschichtliche und landeskulturelle Bedeutung trägt. Dieser strukturreiche Landschaftsausschnitt umfaßt einen repräsentativen Ausschnitt der eiszeitlichen Serie mit Endmoränenlandschaften, dem tief eingeschnittenen Flußtal der Mildenitz, bewaldeten Sandergebieten und geologischen Bildungen wie Schmelzwasserrinnen und Muldenseen. Die abwechslungsreiche Landschaft ist geprägt durch ausgedehnte Seengebiete und Waldgebiete mit hohem Altholzanteil, Solitär und Feldgehölze, Ackerhohlformen, Grünland einschließlich Wiesen und Weiden, Trockenstandorte sowie Äcker mit den eingebundenen Baumreihen, Alleen und Hecken. Neben der Vielzahl geschützter Biotope und Naturdenkmale enthält das Gebiet zahlreiche geschützte ur- und frühgeschichtliche Bodendenkmäler. Das gesamte Gebiet eignet sich aufgrund seiner Vielfalt und Eigenart in der naturräumlichen Ausstattung sowie seiner Schönheit besonders gut für die landschaftsgebundene Erholung.[1]

  2. zur Erhaltung und Entwicklung der Funktions- und Leistungsfähigkeit des Naturhaushaltes im Naturraum der Mittelmecklenburgischen Seenplatte und der Waldgebiete der mittleren Mildenitz, insbesondere des Wirkungsgefüges von Boden, Wasser, Luft, Klima, Tier- und Pflanzenwelt. Durch den hohen Anteil an unzerstörten Lebensräumen beherbergt das Landschaftsschutzgebiet eine Vielzahl an gefährdeten Tier- und Pflanzenarten.“[1]
3. „Mit der Unterschutzstellung wird das Ziel verfolgt, den naturnahen, unzerstörten, reizvollen und ökologisch wertvollen Zustand der Landschaften und Lebensräume für Tiere und Pflanzen zu erhalten und soweit erforderlich zur Wiederherstellung der Funktions- und Leistungsfähigkeit des Naturhaushaltes zu renaturieren. Besonders bedeutsam ist die Erhaltung der Schönheit und Eigenart dieser Landschaft in ihrer Synthese aus gewachsener Kulturlandschaft und der außergewöhnlichen Dichte naturnaher Lebensräume.
 Der Schutz dieser Landschaft ist besonders erforderlich:

- zur Erhaltung der eiszeitlich geprägten Oberflächenformen,
- zur Sicherung der besonderen Bedeutung des Gebietes für die Erholung durch die Erhaltung eines durch Nutzung geprägten Landschaftsbildes und der damit verbundenen Naturerlebniseignung,

- zur Verhinderung einer Zersiedlung der Landschaft,
- zur Sicherung und Wiederherstellung von naturnahen und natürlichen Landschaftsteilen sowie von Verbundsystemen naturnaher Strukturen unter
a) Erhaltung der Schutz-, Nutz- und Erholungsfunktion des Waldes einschließlich der Förderung strukturreicher Waldgebiete mit hohem Altholzanteil und ausgeprägten Waldsäumen,
b) Erhalt und Entwicklung extensivgenutzter Weiden, ungestörter Trockenstandorte, Ackerhohlformen und Biotope der Offenlandschaft,
c) Sicherung der zahlreichen Seen, Klein- und Fließgewässer einschließlich ihrer Ufervegetation und Erhaltung und Verbesserung ihrer Wasserqualität sowie
d) naturnaher Entwicklung der Mildenitz,
- zum Erhalt und zur Entwicklung ökologischer Pufferzonen durch extensiv oder nicht genutzte Randstreifen um schützenswerte Biotope,
- zur Erhaltung von Lebensgemeinschaften und Biotopen wildlebender Tier- und Pflanzenarten, insbesondere der seltenen und vom Aussterben bedrohten landschaftstypischen Arten.“

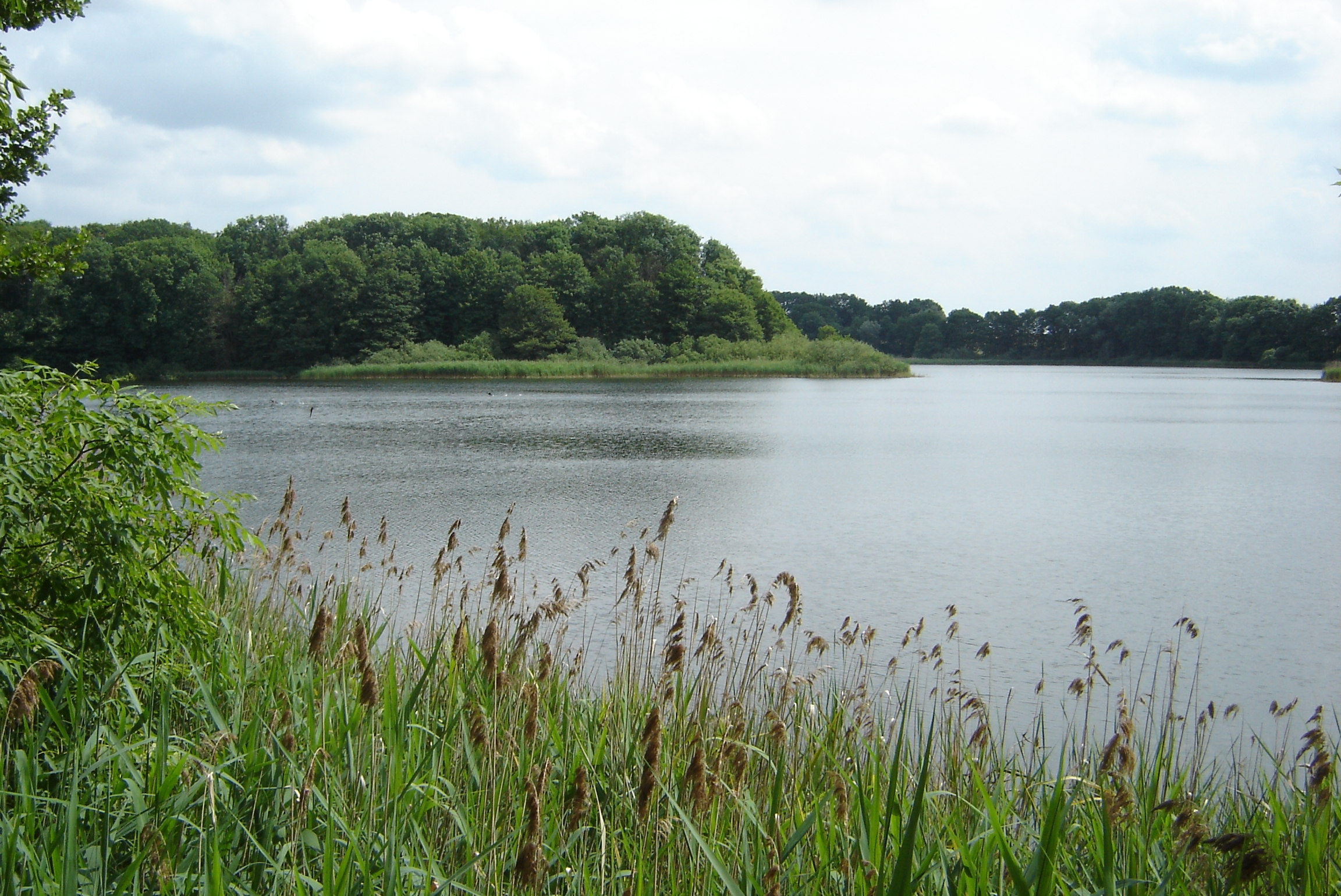
Bolzer See
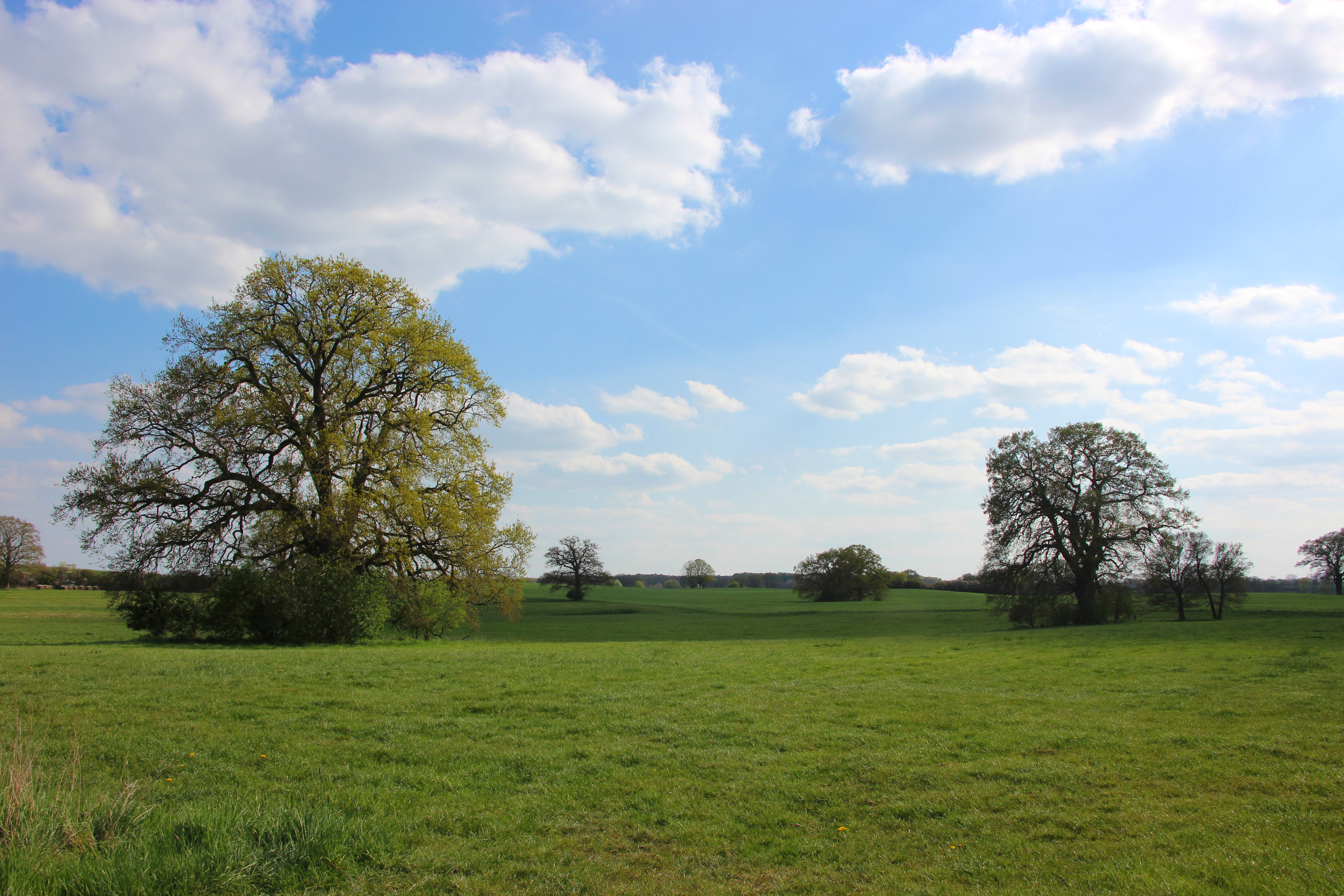
Wiesenlandschaft zwischen Goldberg und Steinbeck
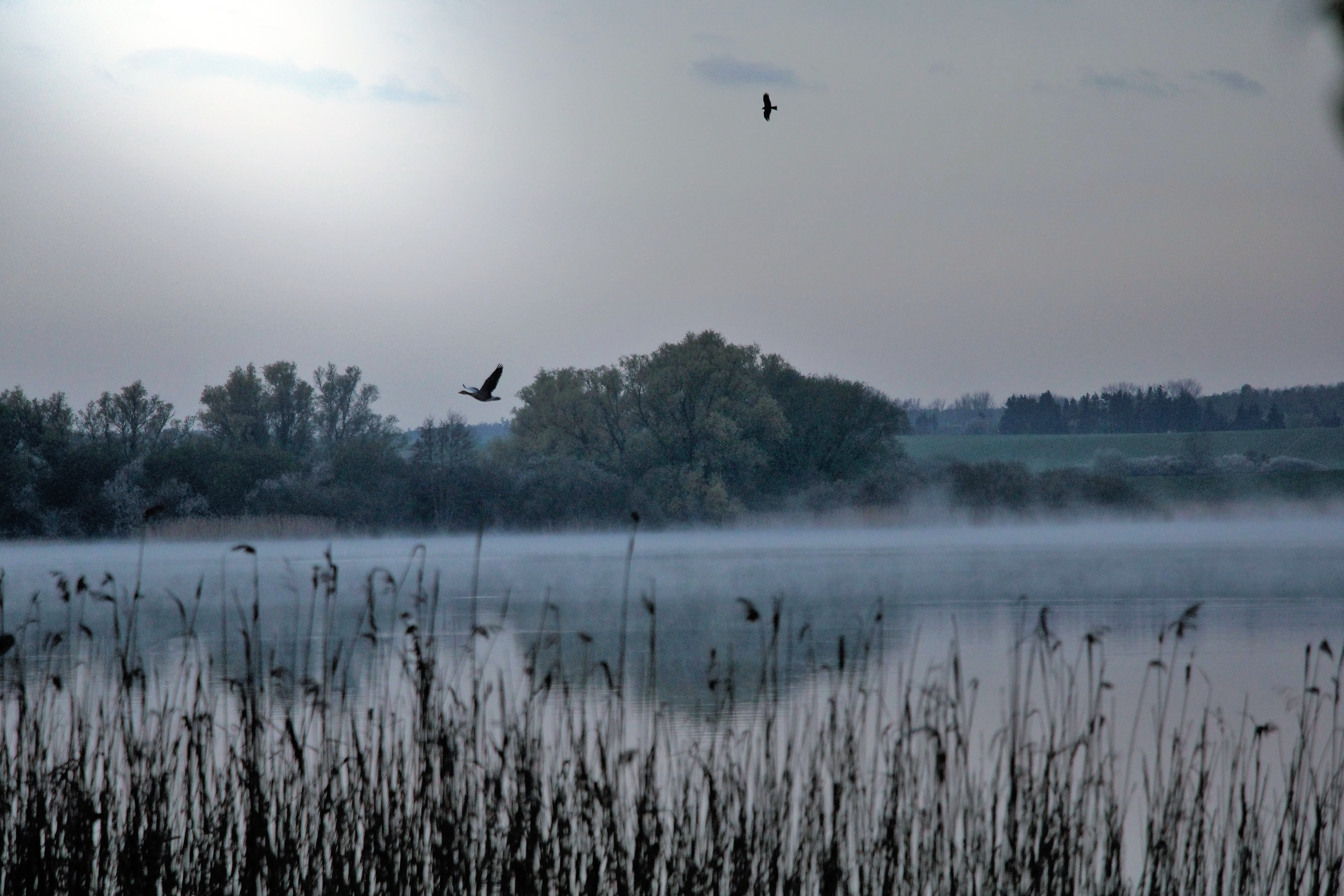
Graugans und Schwarzmilan im Morgengrauen am Dobbertiner See
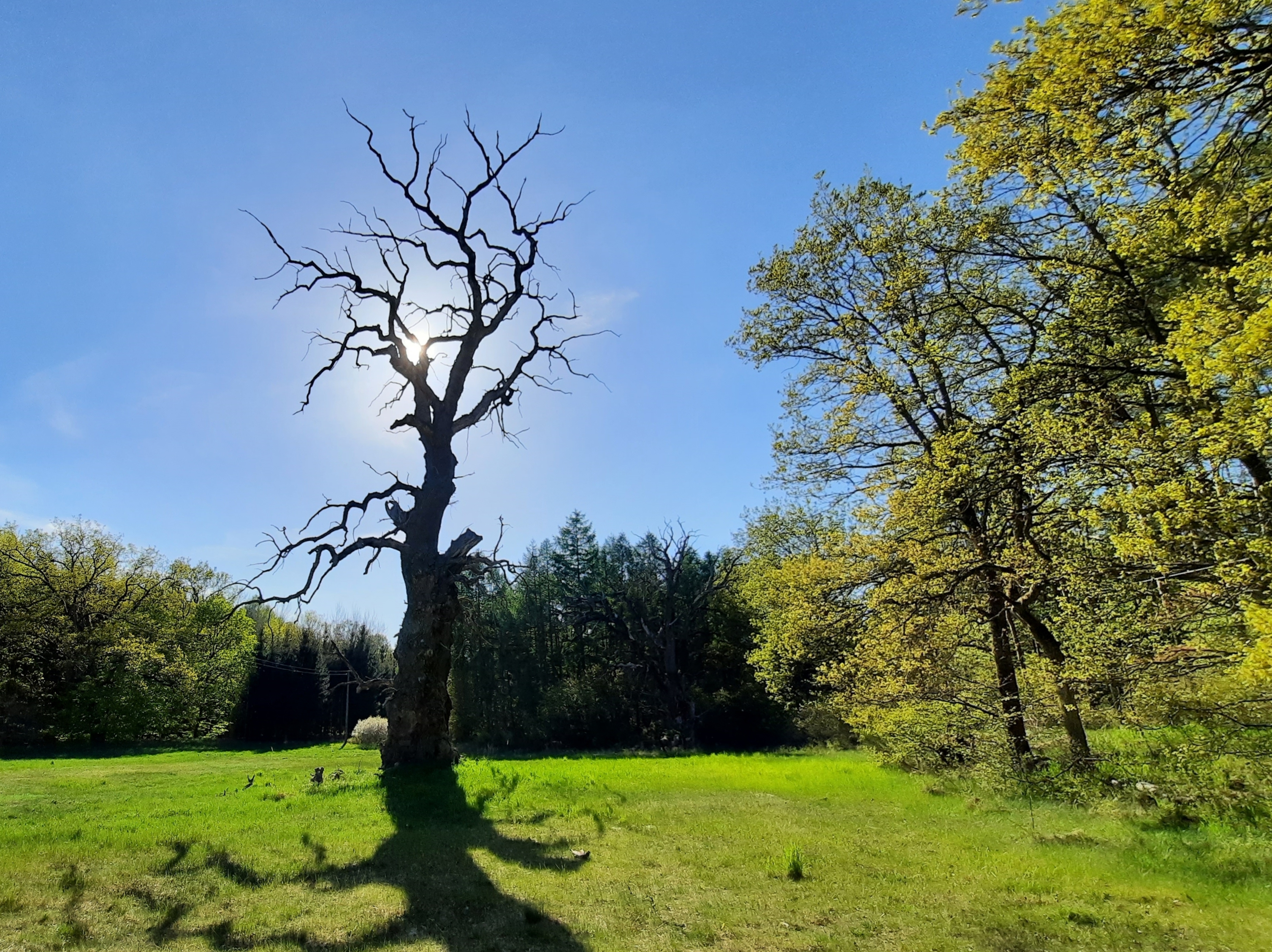
Klädener Stieleichen 2022, Zustand schon 2011
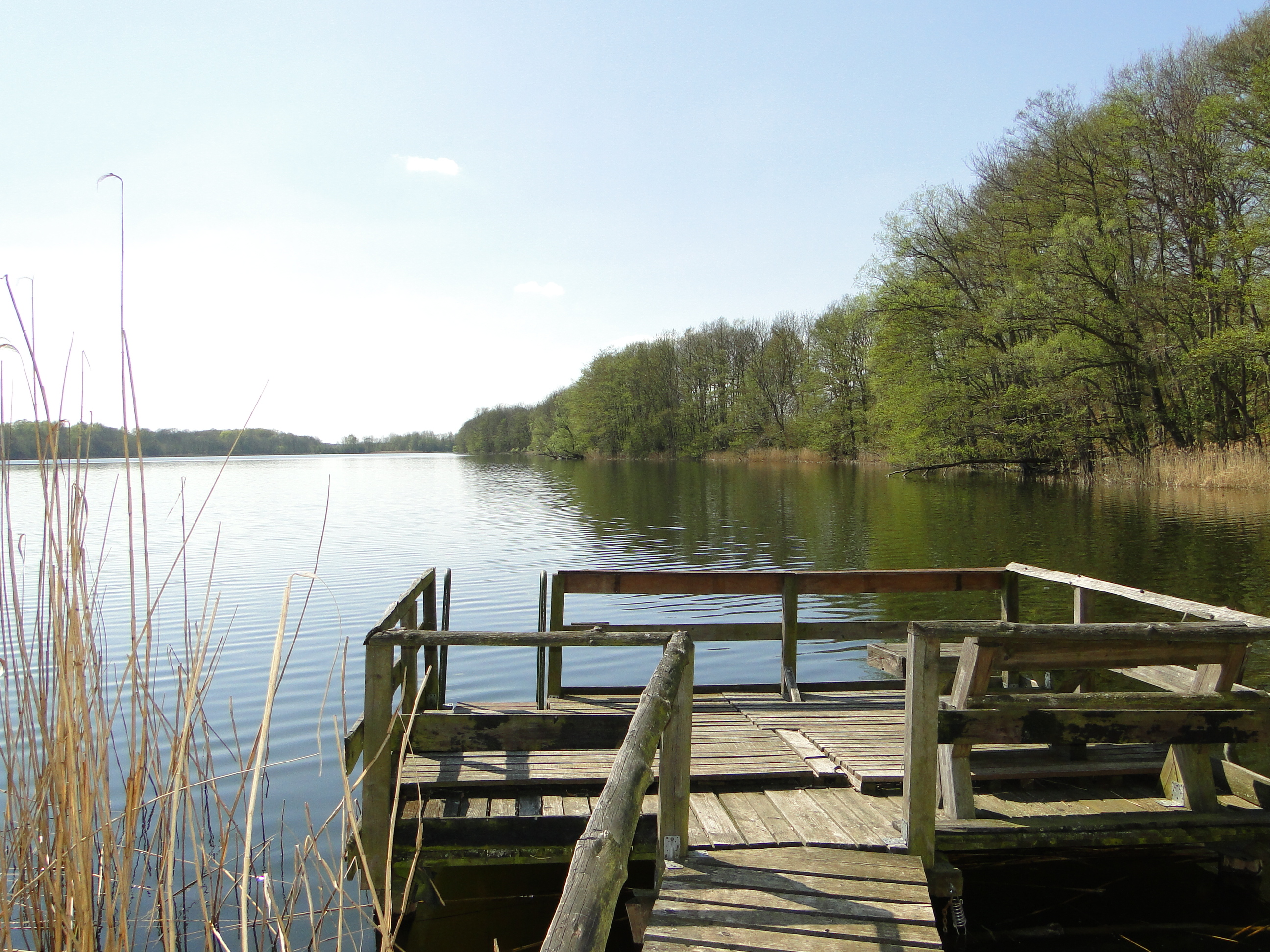
Woseriner See

## Naturschutzgebiete
Im Gebiet des Landschaftsschutzgebietes Dobbertiner Seenlandschaft und mittleres Mildenitztal befinden sich folgende Naturschutzgebiete:
- Naturschutzgebiet Bolzer See
- Naturschutzgebiet Kläden
- Naturschutzgebiet Klädener Plage und Mildenitz-Durchbruchstal
- Naturschutzgebiet Upahler und Lenzener See

In dieser Landschaft haben sich im Laufe der Zeit auch die ehemaligen Waldarbeiterdörfer verändert und wieder an Bedeutung gewonnen.

## Wegweisersteine

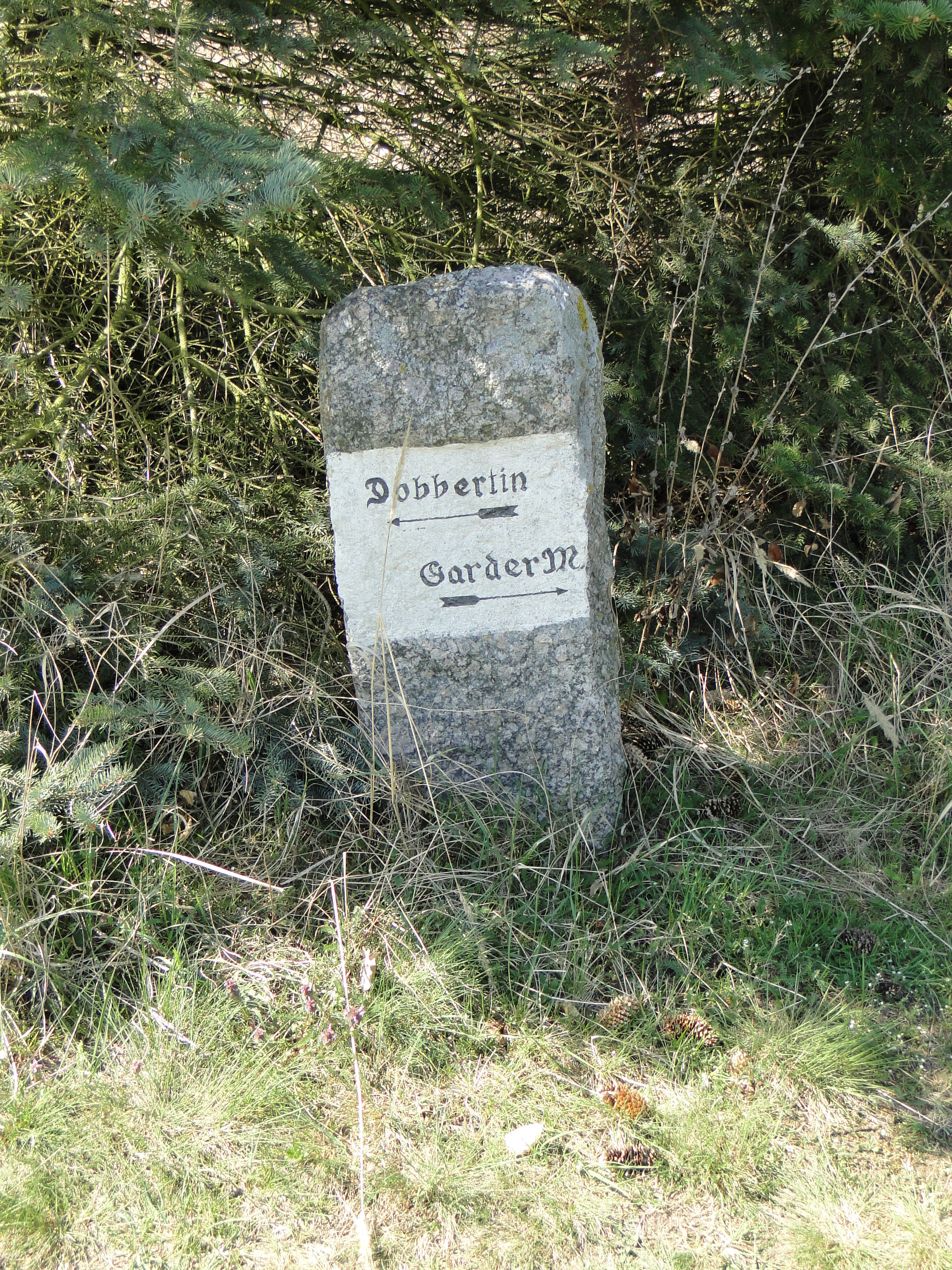
Historischer Wegweiserstein Dobbertin-Garder Mühle

Schon zu Nonnenzeiten führten aus allen Richtungen wichtige Landwege durch das Dobbertiner Klosteramtsgebiet. Die Malchower Landstraße als ältester Klosterweg ging von Dobbertin durch die Schwinzer Heide bis zum Kloster Malchow. Aber auch die umliegenden Klosterdörfer, die Ziegeleien, die Mühlen und die Forsthöfe mussten durch Landwege erreichbar sein. Für die ständige Unterhaltung und Befahrbarkeit der noch unbefestigten Landwege waren die Klosterforstämter verantwortlich. Nach dem Nordischen Krieg (1674–1679) begann das Klosteramt an den zu unterhaltenen und stark zerfahrenen Frachtwegen behauene und beschriftete fast ein Meter hohe Granitsteine als Wegweiser aufzustellen. Auch an eine sichtbare Kennzeichnung der Wege und der Fahrtrichtung wurde gedacht. Doch mit dem Bau der ersten Kunststraßen, der Chausseen, gerieten nach 1846 die alten Klosterlandwege mit ihren Wegweisersteinen schnell in Vergessenheit.
Im ehemaligen Klosteramtsgebiet befinden sich in der Umgebung von Dobbertin und dem Landschaftsschutzgebiet nahe der Klosterdörfer Schwinz, Dobbin, Kläden, Kleesten, Spendin, Altenhagen, Nienhagen, Lohmen und an den Forsthäusern in Kläden und Lähnwitz seit Herbst 2016 an den alten Klosterwegen wieder 34 beschriftete historische Wegweisersteine. Sie sind nicht nur ein Teil der Dobbertiner Klostergeschichte, sondern auch der mecklenburgischen Verkehrsgeschichte.